# Medieval
Medieval è un film storico del 2022 diretto da Petr Jákl.

## Trama
Nella Boemia del XIV secolo il debole re Venceslao di Lussemburgo fatica a tenere a freno le mire espansionistiche di Enrico III di Rosenberg, a cui solo il giovane mercenario Jan Žižka osa opporsi.

## Produzione

### Sviluppo
Nel 2013 Petr Jákl affermò di essere intenzionato a realizzare un film sulla vita di Jan Žižka, ma il progetto fu annunciato ufficialmente solo il 13 settembre 2018, con un cast che annoverava Ben Foster nel ruolo del protagonista e Michael Caine in quello di Lord Boreš, un personaggio immaginario creato dallo stesso Jákl. Con un budget di cinquecento milioni di corone, la pellicola è il film ceco più costoso mai realizzato.

### Riprese
Le riprese principali si sono svolte dal 17 settembre al dicembre 2018 in varie località della Repubblica Ceca e, principalmente, nei pressi di Praga e il castello di Křivoklát.

## Promozione
Il primo teaser trailer è stato pubblicato il 5 maggio 2022, mentre un trailer più lungo è stato reso disponibile il 26 luglio dello stesso anno.

## Distribuzione
Il debutto del film nelle sale internazionali è avvenuto il 9 settembre 2022.